# Милютинка (река)
Милютинка — река в России, течёт по территории Бежаницкого и Новоржевского районов Псковской области. Начинается выше 180 м над уровнем моря около урочища Макеево. Устье реки находится ниже 83 м над уровнем моря, в 27 км по левому берегу реки Льсты. Длина реки составляет 11 км.

## Данные водного реестра
По данным государственного водного реестра России относится к Балтийскому бассейновому округу, водохозяйственный участок реки — Великая. Относится к речному бассейну реки Нарва (российская часть бассейна).
Код объекта в государственном водном реестре — 01030000112102000028250.